# Бела-над-Радбузоу
Бела-над-Радбузоу (чеш. Bělá nad Radbuzou, нем. Weißensulz) — город на юго-западе Чехии, в районе Домажлице Пльзенского края.
Расположен на р. Радбуза в исторической области Богемия в 22 км северо-западнее от г. Домажлице, в 50 км к западу от г. Пльзень, примерно в 10 км к востоку от баварской ярмарочной общины Эсларн (ФРГ).
Население города составляет 1 745 человек (2019).
Административно поделён на 12 частей:
- Бела-над-Радбузоу
- Быстрица
- Чечина
- Черна гора
- Дубравка
- Глесебе
- Карлова Ху
- Новы Двур
- Плес
- Смолов
- Крестовоздвиженско
- Железна

## История
Впервые упоминается в Чешской хронике Козьмы Пражского в 1121 году. Начиная с XIV-го века значительно вырос приток немецких поселенцев и возникло название Weißensulz. Развитие поселения определялось его расположением на одном из средневековых торговых путей от Горшовски-Тина до Баворова.
С XVIIго века вокруг Белы было построено около 10 стекольных заводов. Большинство жителей было занято в земледелии, лесопереработке, разными ремёслами.
После окончания Второй мировой войны немецкое население было депортировано в Германию.

## Достопримечательности
- Каменный мост через р. Радбуза, построенный  по примеру пражского Карлова моста в 1703—1723 годы, имеет 8 арок и украшен шестью фигурами святых.
- Костёл Божьей Матери

## Население
| Год  | Численность | Численность |
| ---- | ----------- | ----------- |
| 1869 | 6029        | [ 5 ]       |
| 1880 | 6608        | [ 5 ]       |
| 1890 | 6614        | [ 5 ]       |
| 1900 | 6634        | [ 5 ]       |
| 1910 | 6966        | [ 5 ]       |
| 1921 | 6885        | [ 5 ]       |
| 1930 | 6786        | [ 5 ]       |
| 1950 | 2020        | [ 5 ]       |
| 1961 | 1765        | [ 5 ]       |
| 1970 | 1712        | [ 5 ]       |
| 1980 | 1573        | [ 5 ]       |
| 1991 | 1707        | [ 5 ]       |
| 2001 | 1727        | [ 5 ]       |
| 2011 | 1735        | [ 5 ]       |
| 2014 | 1767        | [ 6 ]       |
| 2016 | 1769        | [ 7 ]       |
| 2017 | 1747        | [ 8 ]       |
| 2018 | 1739        | [ 9 ]       |
| 2019 | 1745        | [ 10 ]      |
| 2020 | 1751        | [ 11 ]      |
| 2021 | 1756        | [ 12 ]      |
| 2022 | 1731        | [ 13 ]      |
| 2023 | 1718        | [ 14 ]      |
| 2024 | 1729        | [ 3 ]       |

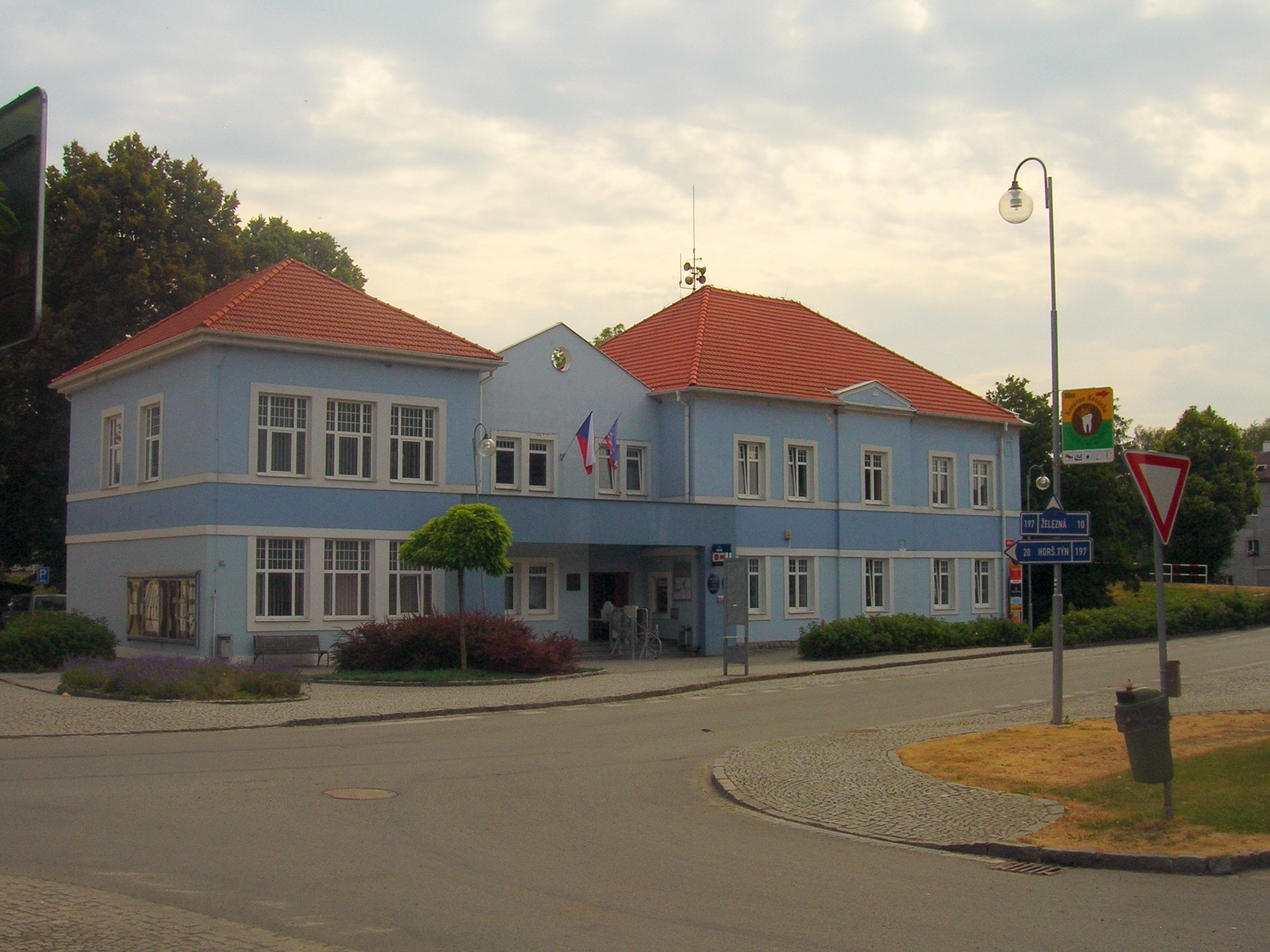
Городская управа
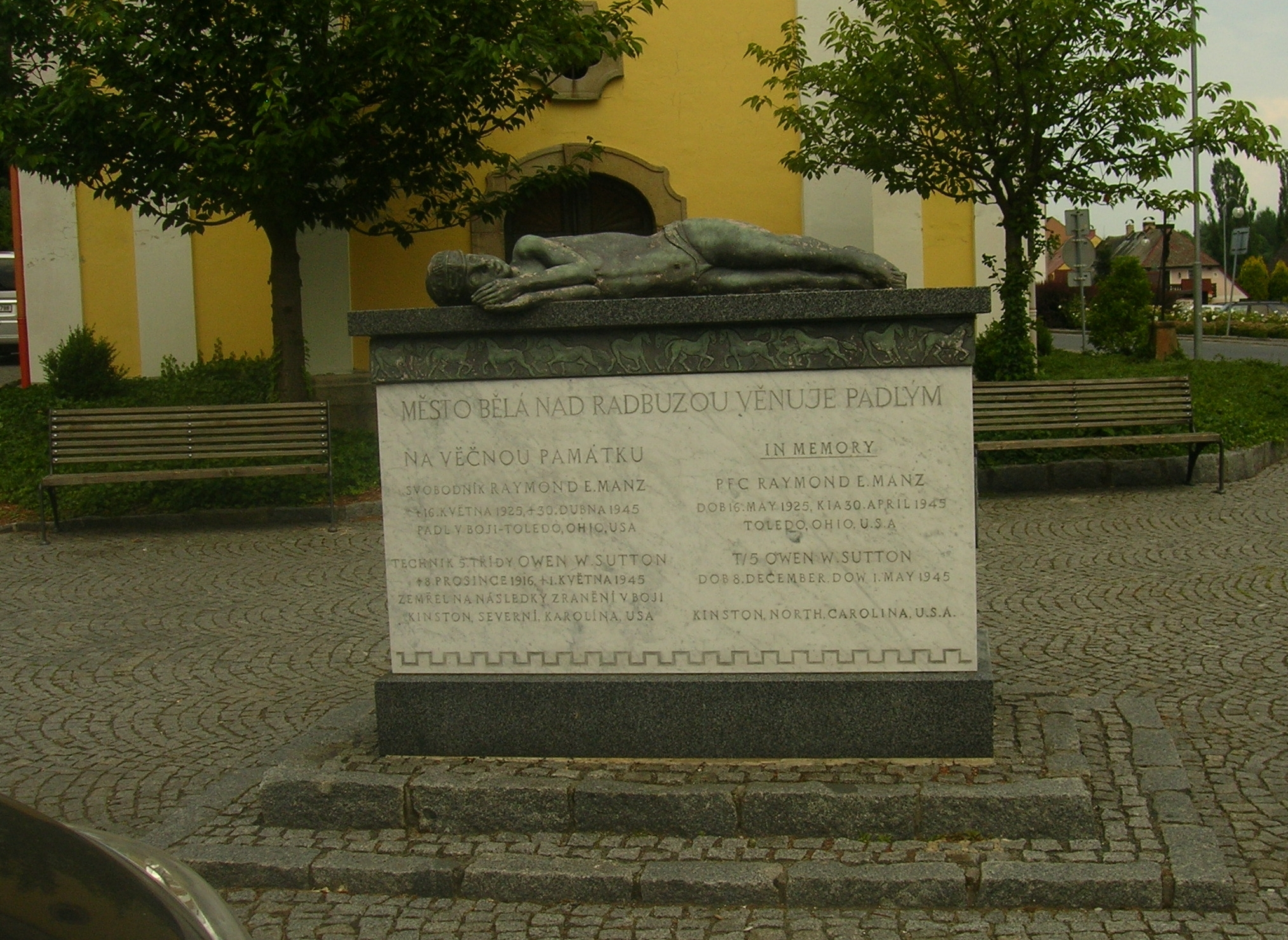
Памятник жертвам Второй мировой войны
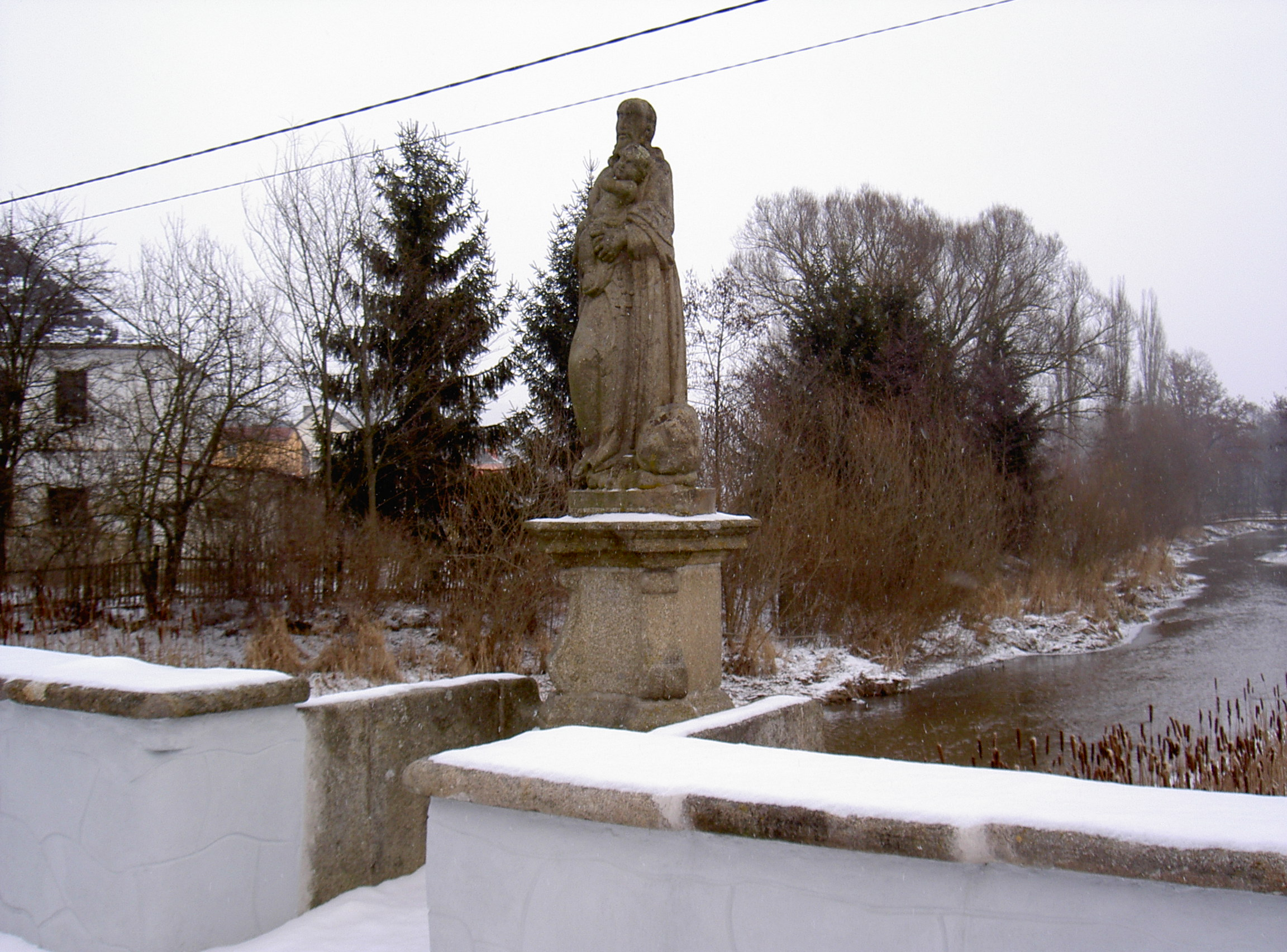
Статуя Святого Антония на каменном мосту в Бела-над-Радбузоу